# Acareação
A acareação, também conhecida como acareamento, é uma técnica jurídica que consiste em se apurar a verdade no depoimento ou declaração das testemunhas e das partes, confrontando-as frente a frente e levantando os pontos divergentes, até que se chegue às alegações e afirmações verdadeiras. Ela pode ser requerida pelas partes ou determinada de ofício pelo juiz. Entretanto, a acareação não é uma etapa obrigatória do processo, sendo a sua concessão uma faculdade do juiz.

## Brasil
No Brasil, a acareação pode ser invocada nos processos civis, penais, nas sindicâncias e nos processos administrativos disciplinares, podendo ocorrer entre as testemunhas ou entre estas e as partes. Depois de tomar o depoimento, o juiz marca os pontos divergentes, e é feita a acareação, apenas sobre esses pontos.